# Нік Шульц
Нік Шульц (англ. Nick Schultz; 25 серпня 1982, м. Страсбург, Канада) — канадський хокеїст, захисник. Виступає за «Едмонтон Ойлерс» у Національній хокейній лізі.
Виступав за «Принс-Альберт Рейдерс» (ЗХЛ), «Міннесота Вайлд», «Х'юстон Аерос» (АХЛ).
В чемпіонатах НХЛ — 742 матчі (26+103), у турнірах Кубка Стенлі — 24 матчі (0+2).
У складі національної збірної Канади учасник чемпіонатів світу 2004, 2006 і 2007 (27 матчів, 0+3). У складі молодіжної збірної Канади учасник чемпіонатів світу 2001 і 2002.  
Досягнення
- Чемпіон світу (2004, 2007)
- Срібний призер молодіжного чемпіонату світу (2002), бронзовий призер (2001).